# Thermus thermophilus
Thermus thermophilus es una especie de bacteria gram negativa utilizada en una gran variedad de aplicaciones en biotecnología, incluyéndolo como organismo modelo en la manipulación genética, genómica estructural y biología de sistemas. La bacteria es un termófilo extremo, con una temperatura de crecimiento óptimo a 65 °C.Thermus thermophilus fue aislado originalmente en un ambiente de fumarolas hidrotermales en Japón por Tairo Oshima and Kazutomo Imahori.  También se ha visto que el organismo es importante en la degradación de materia orgánica en la fase termogénica del compostaje.
T. thermophilus se clasifica en varias cadenas, en las cuales HB8 y HB27 son las más comunes y el análisis de su genoma fue completado independientemente en 2004.

## Aplicaciones biotecnológicas de las enzimas deThermus thermophilus
- La rTth ADN polimerasa es una polimerasa recombinante de ADN termoestable derivada de Thermus thermophilus, con una actividad óptima a 70-80 °C, utilizado en algunas aplicaciones de la PCR. La enzima posee una eficiente actividad como transcriptasa inversa en presencia de manganeso.